# Jocs Paralímpics d'Estiu de 1992
Els Jocs Paralímpics de Barcelona 1992 van ser els novens Jocs Paralímpics i es van celebrar a Barcelona, Catalunya entre el 3 i el 14 de setembre de 1992.

## Esports
Un total de 15 esports es van practicar als Jocs.
- Atletisme
- Bàsquet en cadira de rodes
- Boccia
- Ciclisme
- Esgrima en cadira de rodes
- Futbol 7
- Golbol
- Halterofília
- Judo
- Natació
- Tennis en cadira de rodes
- Tennis taula
- Tir
- Tir amb arc
- Voleibol

## Instal·lacions esportives
En total 12 instal·lacions esportives dels jocs olímpics s'utilitzaren per a les competicions paralímpiques.:

### Àrea olímpica de Montjuic
L'anomenada Anella Olímpica:
- Estadi Olímpic de Montjuic – Atletisme, cerimonies d'inauguració i de clausura.
- Palau Sant Jordi – Tennis taula i Voleibol.
- Piscines Picornell – Natació.
- INEFC – Esgrima en cadira de rodes i Judo.
- Estadi Pau Negre - Futbol 7.

Les instal·lacions de la Fira de Barcelona van veure la competició de:
- Poliesportiu Municipal de l'Espanya Industrial – Halterofília.

### Àrea olímpica de Parc del Mar
- Complex Esportiu Municipal Mar Bella – Boccia.

### Àrea olímpica de la Vall d'Hebron
Ubicada al nord de la ciutat, en el districte d'Horta-Guinardó, fou seu de tres esports paralímpics:
- Camp Olímpic de Tir amb Arc – Tir amb arc.
- Pavelló Municipal d'Esports de la Vall d'Hebron – Golbol.
- Centre Municipal de Tennis Vall d'Hebron – Tennis en cadira de rodes.

### Altres instal·lacions
- Badalona (Pavelló Olímpic de Badalona) – Bàsquet en cadira de rodes
- Mollet del Vallès (Camp de Tir Olímpic de Mollet) – Tir

El Ciclisme es va realitzar en circuits urbans.